# Vasabron, Göteborg
Vasabron, i Göteborg förbinder från söder Vasaplatsen och Raoul Wallenbergs gata med Västra Hamngatan. Den ursprungliga bron ritades av Yngve Rasmussen och uppfördes 1906–07. Bron renpverades med start 2017 då vissa delar byttes ut. Bron har efter renoveringen kvar samma utseende, och den öppnade för trafik i augusti 2019.

## Vasabron 1907-2017
Bron uppfördes 1906-07 efter ritningar av Yngve Rasmussen, och var en fast balkbro av järn i två spann med en bredd på 18 meter och med en segelfri höjd av 2,10 meter. Samtliga smidesarbeten tillverkades vid den tidens främsta Göteborgssmedja, A P Sjöbergs vid Molinsgatan.
Dåvarande kronprins Gustaf och landshövdingen Gustaf Lagerbring invigde bron den 18 september 1907, samtidigt som Göteborgs Högskolas nybyggnad vid Vasaplatsen, och den öppnades för trafik.

## Vasabrons renovering 2017-2019
Den 19 juni 2017 stängdes Vasabron av och arbetet med att renovera bron inleddes. Främst rörde detta att brospannet ändrades från en balkbro av järn till en fast balkbro av efterspänd betong. Den äldre brons utseende har behållits och ett flertal detaljer från den gamla bron har tillvaratagits. Samtidigt breddas bron något. Ombyggnationen planerades ta tio månader, men på grund av olika problem och byte av entreprenör försenades projektet med ett drygt år. Den nya bron invigdes den 10 augusti 2019 under festliga former.

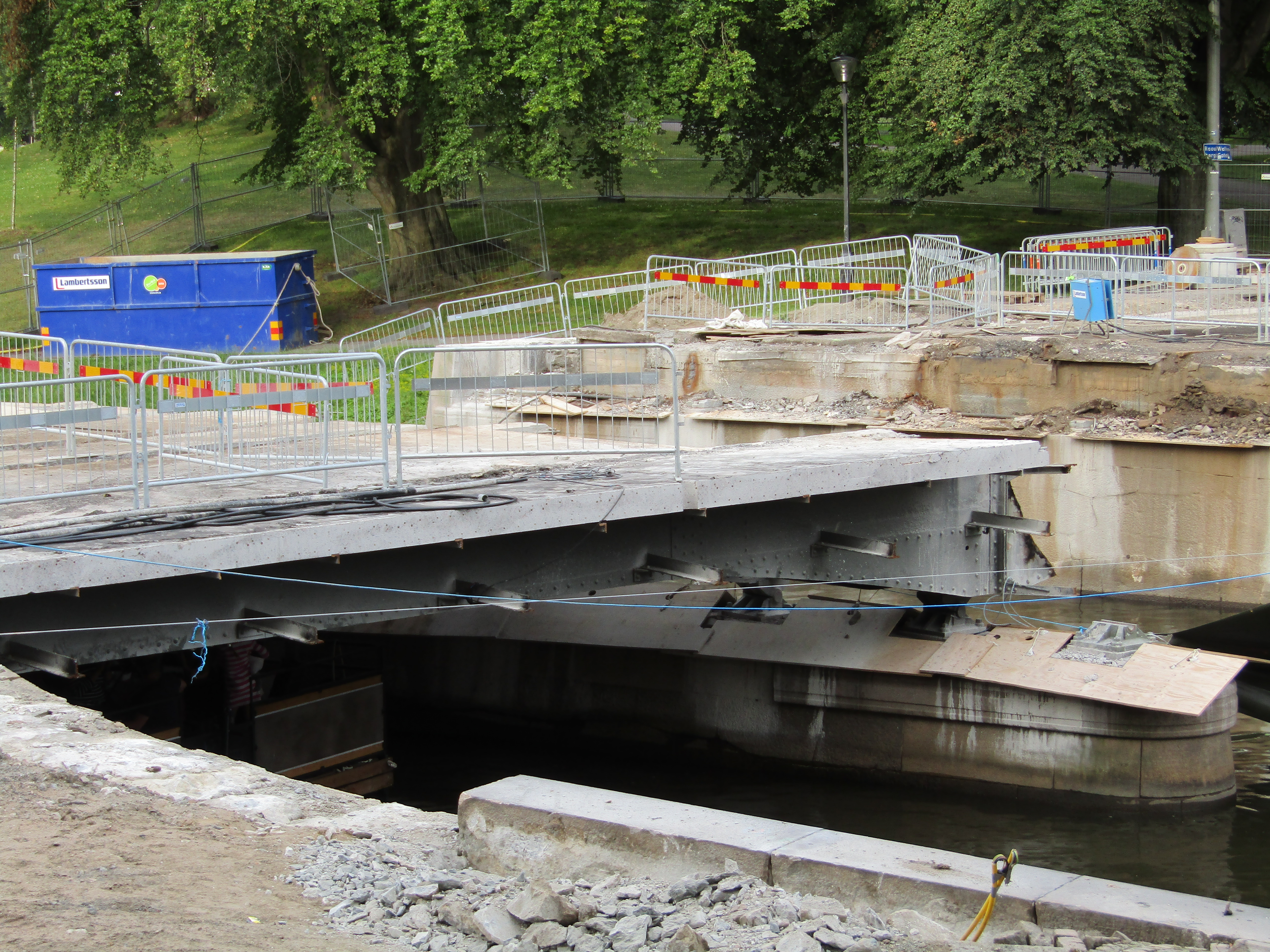
Vasabron under ombyggnaden 2017. Brons mittdel är riven.